# Антал Ходинка
Антон Ходинка (мађ. Hodinka Antal, рсн. Антоній Годинка; Ладомиров, 12. јануар 1864. — Будимпешта, 15. јул 1946) био је мађарски историчар, етнограф и професор русинског порекла.

## Живот и рад
Родио се 13. јануара 1864. у заткарпатском селу Ладомирову. Као син гркокатоличког свештеника, требало је да настави породичну професију и сам постане свештеник. Учио је основну, средњу и теолошке школе у Мармарош-Сигету у жупанији Мармарош (1871-1873) и Ужгороду (1873-1882) и Централни католички семинар у Будимпешти (1882-1886). У католичком семинару се специјализовао у теологији, словенској филологији и историји, коју је нарочито заволео. Интересујући се све више за историју, одлучио је да напусти свештенички позив и посвети се истраживању. Тако је са двадесет и три године написао своје прво веће дело Борбе наше цркве против босанских богумилских јеретика (мађ. Egyházunk küzdelmei a bosnyák bogumil eretnekekkel) Будимпешта 1877.
Након дипломирања 1886, две године је провео преводећи с руског на мађарски неколико студија руског византолога В. Г. Васиљевског (1838-1899) које се тичу српске и мађарске историје. Ово је радио превасходно за Ђерђа Паулера (1841-1903), оца мађарске позитивистичке историографије и директора Мађарског националног архива, који је у то време писао своје велико дело о средњовековној Угарској „Историја мађарског народа под арпадовским краљевима“ (мађ. A Magyar nemzet története az Árpádházi királyok alatt). Године 1888. Ходинка се на Паулерову препоруку запослио у Мађарском народном музеју. Тамо му је поверен посао око организације и каталогизације словенских рукописа. Међутим, остао је кратко у Националном музеју. Следеће године је постао сарадник (1889-1891) у чувеном бечком „Аустријском институту за истраживање историје“. Овде је наставио своје студије из дипломатике, палеографије и словенске филологије и радио на својој докторској дисертацији коју је мислио да одбрани на Универзитету у Будимпешти.
Његова докторска дисертација, која је носила наслов „Извори и најраније доба српске историје“ (мађ. A szerb történelem forrásai és elsö kora), објављена је у издањима 1891-1892. историјског часописа „Историјске ризнице“ (мађ. Történelmi tár) Мађарског историјског савеза. Агнеш Озер ју је оценила овако: „Докторска дисертација Антала Ходинке може се сматрати сажимањем свих сазнања мађарске историографије деветнаестог века о раном периоду српске историје, у којем је својим коментарима указао на она критична места, која ни у каснијим историјским истраживањима нису до краја разјашњена“.
Примивши докторат 1891, наредну деценију и по (1892-1906) провео је у Бечу као архивиста и библиотекар (превасходно у Царско-краљевској фидеикомис библиотеци). Сарађивао је са истакнутим мађарским историчарем Лајошем Талоцијем (1858-1916) који је тада обављао дужност директора Архива аустроугарског министарства финансија у Бечу. Талоци је тада спремао вишетомну збирку докумената о средњовековним словенским земљама на подручју Угарске - Дипломатски кодекс крајева прикључених Краљевини Угарској (лат. Codex diplomaticus partium Regno Hungariae adnexarum), које је замислио као део серије „Историјски споменици Угарске“ (лат. Monumenta Hungariae Historica. Diplomataria)
Ходинка је постао један од Талоцијевих блиских сарадника у овом пројекту. Заједно са Талоцијем издао је први том ове серије „Архив за хрватску границу I. 1490-1527“ (мађ. A horvát veghelyek oklevéltára. I. 1490-1527), Будимпешта, 1900. том 31 серије MHHD.
Положивши испит за предавача (хабилитација) на Универзитету у Будимпешти 1906, постао је исте године професор историје мађарске културе на Правној академији у Пожуну (данас Братислава, Словачка). На том положају се задржао и након што је правна академија прерасла у универзитет 1914. Угарска је Првог светског рата изгубила своје северне крајеве, па је Универзитет у Пожуну морао да се пребаци у Печуј, који је некада био седиште најстаријег средњовековног универзитета у Угарској (1367). Заједно са универзитетом преселио се Ходинка. Године 1923. именован је за шефа катедре за општу историју. На том положају је остао све до свог пензионисања 1935, у седамдесет и првој години. Током година проведених на Универзитету у Печују Ходинка је два пута био декан Филозофског факултета, а једном (1932-1933) и величанствени ректор (лат. rector magnificus) Универзитета. Године 1910. је постао дописни члан Мађарске академије наука, а 1933. пуноправни.
Године 1916. изашло је његово двојезнично дело „Руски летописи о Мађарима“ (мађ. Az orosz évkönyvek magyar vonatkozásai). Дело се базира на 23 тома „Потпуне збирке руских летописа“ (рус. Полное собрание русских летописей) која су објављена у периоду 1841-1911. Садржи све делове хроника који се тичу историје Угарске и Мађара. Највећа мана дела је што није довољно пропраћено белешкама. Године 1917. објавио је „Опис римских архива и библиотека“ (мађ. A római levél- és könyvtárak ismertetése).
Ходинка се превасходно бавио сакупљањем, анализирањем и уређивањем извора. Иза себе није оставио већу синтезу. Једино важно дело типа синтезе је „Историја гркокатоличке мукачевске епископије“ (мађ. A munkácsi görög-katholikus püspökség története) 1909. Мађарска академија наука је ову књигу наградила Ипољијевом наградом. Допуњена је и збирком релевантних докумената под насловом „Архив мукачевске епископије грчког обреда“ (мађ. A munkácsi görög szertartású püspökség okmánytára) 1911. Нажалост, објављен је само један том.
Ходинка је писао и о свом завичају, Карпатској Рутенији. Године 1918. објавио је „Прилоге историји ужхородске тврђаве, града и области“ (мађ. Adalékok az ungvári vár és tartománya és Ungvár város történetéhez). Његов први покушај реконструисања историје свог народа обележен је делом „Станиште, економија и прошлост закарпатских Русина“ (мађ. A kárpátaljai rutének lakóhelye, gazdaságuk és multjuk) 1923, које је преведено и на енглески, француски и русински. Године 1937. издао је дело „Кнез Ференц Ракоци II и ’највернији народ’“ (мађ. II. Rákóczi Ferenc fejedelem es a „gens fidelissima“), у ком описује улогу Русина (највернијег народа) у Ракоцијевом устанку против Хабзбурга.
Од његових студија из серије Мађарске академије наука, Студије из историјских наука, вредне помена су „Студије из историје босанско-ђаковске епископије“ (мађ. Tanulmányok a bosnyák-djakovári püspökség történetéből) из 1896. и „Повеље грчког трговачког друштва у Токају, 1725-1772 “ (мађ. A tokaji görög kereskedő társaság kiváltságlevelének ügye, 1725-1772) из 1912.
После преласка у Универзитет у Печују Ходинка је написао неколико мањих радова о историји Печуја. Од њих вреди издвојити „Четири савремена извештаја о српском пљачкању Печуја 1704.“ (мађ. Négy egykoru jelentés az 1704-ipécsi rác dulásról) (види Пљачка Печуја 1704.) и две студије о историји града „О историји Универзитета у Печују и историји града Печуја“ (мађ. A pécsi egyetem és Pecs város multjáról) из 1932. и „Прилози историји града Печуја, 1686-1701“ (мађ. Adalékok Pécs város történetéhez, 1689-1701) из 1942.
Ходинка је дуго живео. Умро је у Будимпешти 15. јула 1946. у осамдесет и другој години.

## Радови
- A rutének
- Cseh források
- A szerb fejedelemség viszonya Magyarországhoz (Bp., 1889)
- A szerb történet forrásai és az első kora (1891)
- Szláv források (1898)
- Tanulmányok a bosnyák-djakovári püspökség történetéből (1898)
- A munkácsi görög-katholikus püspökség története (Bp. 1909)
- Egyházunk küzdelme a bosznia bogomil eretnekekkel (191?)
- A Munkácsi gör. szert. püspökség okmánytára (1911–)
- A tokaji görög kereskedőtársulat kiváltságának az ügye 1725-1772 (1912)
- Kálmán királyunk 1099-iki perenysli csatája (1914)
- Az orosz évkönyvek magyar vonatkozásai (1916)
- A római levéltárak és könyvtárak ismertetése (1917–)
- Adalékok az ungvári vár és tartománya és Ungvár város történetéhez (1917)
- A kárpátaljai rutének lakóhelye, gazdaságuk és multjuk (Bp.1923)
- A muszka könyvárusok hazánkban (gróf Klobelsberg-Emlékkönyv)
- A magyarországi rutén letelepülések története (megbízás az MTA II. oszt. által hirdetett nyílt pályázaton)
- Négy egykorú jelentés az 1704-i pécsi rácz dúlásról (1932)
- A töröktől visszafoglalt Pécs első fele (1934)
- Ami a karlócai békekötésből kimaradt és következményei (Pécs 1935)
- II. Rákóczi Ferenc fejedelem és a "gens fidelissima" (1937)
- Szent István emlékezete és királyságának eszméje a szlávoknál (Bp. 1938)
- Adalékok Pécs város történetéhez 1686–1701-ig (1943)
- Ruszin - magyar igetár (1945)